# Liste der Monuments historiques in Magnières
Die Liste der Monuments historiques in Magnières führt die Monuments historiques in der französischen Gemeinde Magnières auf.

## Liste der Objekte
| Bezeichnung                            | Beschreibung     | Standort                              | Kennzeichnung | Schutzstatus | Datum | Bild |
| -------------------------------------- | ---------------- | ------------------------------------- | ------------- | ------------ | ----- | ---- |
| Grabstein für Marguerite de Haraucourt | Stein, nach 1550 | außen an der Kirche St-Laurent (Lage) | PM54000442    | Classé       | 1908  |      |